# Moechotypa delicatula
Moechotypa delicatula är en skalbaggsart som först beskrevs av White 1858. Moechotypa delicatula ingår i släktet Moechotypa och familjen långhorningar.
Artens utbredningsområde är:
- Laos.
- Myanmar.

Inga underarter finns listade i Catalogue of Life.

## Galleri

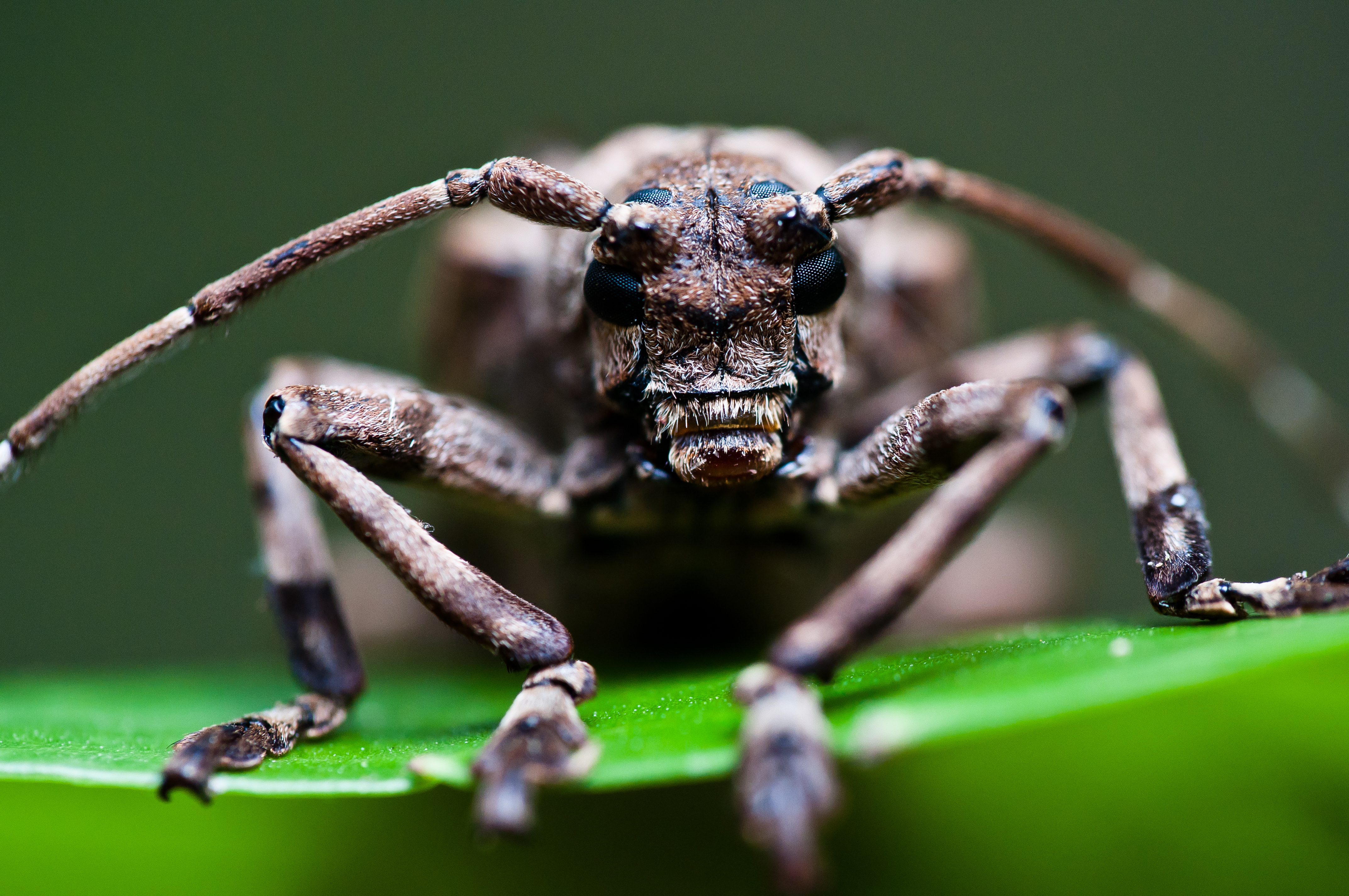
Kaeng Krachan Nationalpark, Thailand